# Jacques Baumel
Jacques Baumel (* 6. März 1918 in Marseille; † 17. Februar 2006 in Rueil-Malmaison) war ein französischer Politiker.

## Widerstandskämpfer
Nach dem Medizinstudium wurde Baumel während des Zweiten Weltkriegs Teil der Résistance und leitete die Kämpfe in Marseille. 1943 war er Generalsekretär der Vereinigten Bewegung der Résistance. 1945 mitbegründete er die Union démocratique et socialiste de la Résistance und saß in der Provisorischen Nationalversammlung. In den ersten konstituierenden Nationalversammlungen vertrat er die Départements Moselle und Creuse, verlor aber seinen Sitz bei der Wahl zur Nationalversammlung 1946. Im Jahr 1947 nahm er an der Gründung des Rassemblement du peuple français teil.

## Rekordparlamentarier
1959 bis 1967 war Baumel Senator und zeitweise stellvertretender Generalsekretär der Union pour la Nouvelle République. 1960 besuchte er die USA und beobachtete die Wahlkampagne von John F. Kennedy. Nach dem Zusammenschluss der gaullistischen UNR-UDT bekleidete er 1962 bis 1967 das Amt des Generalsekretärs. Zwischen 1967 und 2002 war er in neun Wahlperioden Abgeordneter der Nationalversammlung. Im Kabinett von Premierminister Jacques Chaban-Delmas war er vom 20. Juni 1969 bis zum 5. Juli 1972 Staatssekretär. Daneben vertrat er die Interessen der französischen Nationalversammlung in mehreren Parlamentarischen Gesellschaften.

## Bürgermeister
Zwischen 1971 und 2004 war Baumel zugleich Bürgermeister von Rueil-Malmaison. Dort betrieb er eine aktive Stadtentwicklungspolitik mit Partnerschaften zu 19 Städten. 2002 wurde eine Mediathek mit seinem Namen eingeweiht.
Zwölf Jahre (1970–1982) war Baumel zugleich Präsident des Generalrats von Hauts-de-Seine.

## Auszeichnungen
Für seine Verdienste wurde Baumel mit der Médaille de la Résistance, dem Croix de guerre sowie dem Croix de la Libération ausgezeichnet.
| Personendaten    | Personendaten                                             |
| ---------------- | --------------------------------------------------------- |
| NAME             | Baumel, Jacques                                           |
| KURZBESCHREIBUNG | französischer Politiker, Mitglied der Nationalversammlung |
| GEBURTSDATUM     | 6. März 1918                                              |
| GEBURTSORT       | Marseille                                                 |
| STERBEDATUM      | 17. Februar 2006                                          |
| STERBEORT        | Rueil-Malmaison                                           |